# 보문역 (예천)
보문역(普門驛)은 경상북도 예천군 보문면 간방리에 있던 경북선의 역이다. 서울특별시 성북구 보문동에 있는 서울 지하철 6호선과 서울 경전철 우이신설선의 보문역과는 명칭만 같을 뿐 전혀 별개의 역이다.

## 연혁
- 1966년 10월 11일 : 보통역으로 영업 개시[1]
- 1966년 6월 23일 : 역사 신축 착공
- 1966년 9월 24일 : 역사 준공
- 1976년 7월 10일 : 화물 취급 중지[2]
- 1977년 5월 16일 : 수소화물 취급 중지[3]
- 1983년 10월 1일 : 무배치간이역으로 격하 및 을종승차권 대매소 지정[4]
- 1988년 6월 1일 : 임시승강장으로 격하
- 1998년 1월 1일 : 여객 취급 중지
- 2001년 7월 1일 : 폐역[5]
- 2006년 10월 25일 : 역사 철거[6]